# Альфано, Анджелино
Анджелино Альфано (итал. Angelino Alfano; род. 31 октября 1970, Агридженто) — итальянский политик, министр иностранных дел с 2016 по 2018 год, в 2013—2014 годах занимал также пост заместителя премьер-министра. С 2008 по 2011 год был министром юстиции в четвёртом кабинете Берлускони. С июля 2011 года занимал пост секретаря правоцентристской партии Народ свободы, в ноябре 2013 года перешёл в созданную им партию «Новый правый центр».
С 1 января 2018 года председатель ОБСЕ.

## Ранний период
Его отец, Анджело Альфано, был адвокатом и бывшим местным политиком, который также занимал должность заместителя мэра города Агридженто.
Получив юридическое образование в Католическом университете Святого Сердца и докторскую степень в области корпоративного права в Университете Палермо, Анджелино Альфано начал свою политическую деятельность в Христианско-демократической партии.

## Политическая карьера

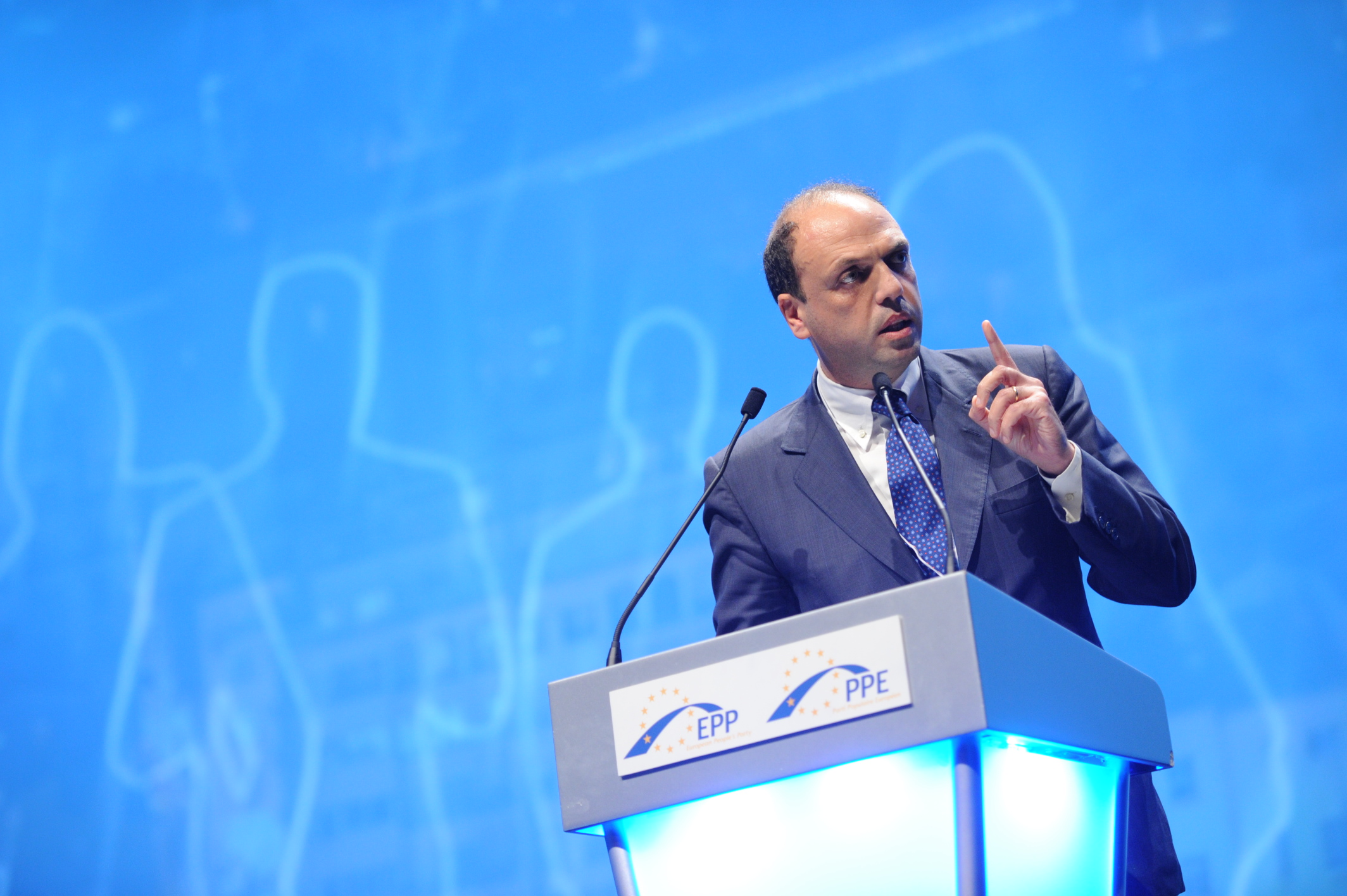
Альфано на конгрессе ЕНП в Марселе

В 1994 году присоединился к «Вперёд, Италия», новой правоцентристской партии, основанной Сильвио Берлускони, и был избран в Совет провинции Агридженто. В 1996 году Альфано был самым молодым членом избранным в сицилийскую Региональную ассамблею. В 2001 году он стал членом итальянской палаты депутатов, после победы правоцентристской коалиции «Дом свобод» во главе с Берлускони в 2001 году на всеобщих выборах. С 2005 по 2008 год он также занимал должность регионального координатора в Сицилии из партии «Вперёд, Италия».

## Министр юстиции
На выборах 2008 года, на которых победила правоцентристская коалиция во главе с Берлускони, Альфано вновь был избран в парламент. В мае 2008 года в возрасте 37 лет, он стал самым молодым министром юстиции в истории Итальянской Республики.

## Министр внутренних дел
28 апреля 2013 года он начал работать в качестве заместителя премьер-министра и министра внутренних дел в кабинете Летты.
21 февраля 2014 года сформировано правительство Ренци, в котором Альфано сохранил только портфель министра внутренних дел.

## Министр иностранных дел
12 декабря 2016 года сформировано правительство Джентилони, в котором Альфано получил должность министра иностранных дел Италии.
18 марта 2017 года возглавил новую партию «Народная альтернатива», отколовшуюся от НПЦ, и остался на прежней должности в правительстве.
6 декабря 2017 года Альфано объявил, что не намерен выставлять свою кандидатуру на следующих парламентских выборах. 13 декабря в «Народной альтернативе» произошёл раскол: Беатриче Лоренцин со своими сторонниками присоединилась к левоцентристской коалиции, которую возглавляла Демократическая партия Маттео Ренци, а Маурицио Лупи увёл своих единомышленников к правоцентристам Сильвио Берлускони.